# Chappaquiddick
Chappaquiddick est une petite île au large de l'extrémité orientale de l'île de Martha's Vineyard et fait partie de la ville d'Edgartown dans l'État américain du Massachusetts.
L'île est reliée à Martha's Vineyard par période par un isthme de sable (Katama Beach) de 3 km, isthme qui est assez régulièrement rompu par des tempêtes.

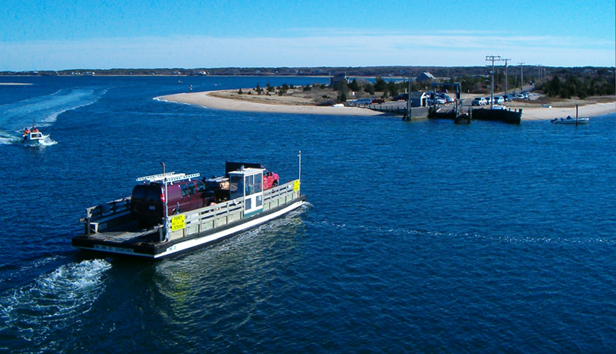
Le ferry On Time Ferry transportant des voitures vers Chappaquiddick.

Un petit ferry privé appelé On Time transporte passagers, vélos et un maximum de trois voitures entre Chappaquiddick et le centre-ville d'Edgartown sur Martha's Vineyard. Deux ferries tournent en été, un hors saison.
L'île ne compte que 172 résidents permanents et ne possède qu'un magasin/garage, qui n'est ouvert que l'été. 
Chappaquiddick a connu une notoriété internationale en 1969 lors de l'affaire appelée connue sous le nom d'accident de Chappaquiddick : Mary Jo Kopechne fut tuée dans une voiture conduite par le sénateur Ted Kennedy lorsque celle-ci tomba à l'eau après un virage raté. La jeune femme mourut noyée et le sénateur Kennedy ne signala pas l'accident aux autorités.